# Ponç I d'Empúries
Ponç I d'Empúries (?, ca. 990–ca. 1078) va ser comte d'Empúries-Peralada (1040-1078). A la seva mort, el territori es va dividir entre els seus fills, quedant el comtat Empúries per un costat i el vescomtat de Peralada per un altre.

## Biografia
Fill d'Hug I d'Empúries i de Guisla de Besiers. Va ser l'iniciador de la construcció de la seu de Castelló d'Empúries, a la consagració de la qual van ser-hi presents els comtes de Barcelona, Ramon Berenguer I i Almodis de la Marca i el de Besalú, Guillem II, el 1064. També és edificat en aquesta època el convent de Sant Miquel de Fluvià, consagrat el 1045.
Va viure en un estat permanent de lluita, almenys durant entre deu i quinze anys, amb el seu cosí germà Gausfred II, comte de Rosselló, i amb el fill d'aquest, Guislabert II de Rosselló. Els motius es remetien a la mala divisió de l'herència familiar dels comtats d'Empúries i Rosselló, que havien estat de la mateixa família originàriament. A causa d'aquest conflicte, possiblement, es va convocar el segon sínode de Toluges, durant els anys 1064-1066, i que trencaria la visió tradicional del mandat de Ponç I com un de pau amb els veïns i l'Església, proposada per Santiago Sobrequés; en dit sínode es va proclamar la pau i treva de Déu, propugnat per l'abat de Ripoll i Cuixà i bisbe de Vic Oliba.
A partir del sínode segurament es va viure un període de certa tranquil·litat a la zona entre les dues branques de la família. Cap a l'any 1067 es feu vassall del comte de Barcelona, al qual va reconèixer la supremacia jurídica, i l'any següent, participà en el concili de Girona amb Ramon Berenguer I, que presidí el legat pontifici Hug Càndid. Vers 1074 pactà convinença amb Guislabert II de Rosselló. S'ha interpretat el jubileu pleníssim de Sant Pere de Rodes del papa Urbà II el 1088, que s'havia vist afectat per les lluites, en l'intent de retornar a la pau entre els dos senyors feudals.

### Mort
Ponç va morir el 1078. En el seu testament va establir un condomini del comtat entre els seus fills Hug i Berenguer, però no va ser respectat i, finalment, els germans van dividir-se l'herència, Hug va quedar-se amb el comtat emporità i Berenguer el pagus o vescomtat de Peralada.

## Núpcies i descendents
Es casà amb Adelaida de Besalú, filla del comte Bernat I de Besalú i neta de Ramon Borrell I de Barcelona. La parella tingué vuit fills:
- Hug (ca. 1035–ca. 1116)
- Ermengol
- Berenguer (?–1098)
- Garsenda
- Pere
- Guisla
- Ermessenda
- Ermengarda, casada amb Bernat II de Besalú.